# Siamo tutti in libertà provvisoria
Siamo tutti in libertà provvisoria è un film del 1971 diretto da Manlio Scarpelli.

## Trama
Il cadavere dell'onorevole Aldo Virgizio, un deputato della maggioranza, viene ritrovato in una stanza d'albergo a Roma. La sua morte è attribuita a un infarto e l'indagine viene archiviata.
In seguito, accogliendo le insistenti richieste della vedova Virgizio, la quale teme che il marito sia morto nel corso di un'orgia, il giudice Francesco Langellone, di inconfessate simpatie fasciste, decide di riaprire il "caso", trovandovi un'ottima occasione per screditare il sistema democratico.